# Ivan Trinko
Ivan Trinko (Tercimonte, 25 gennaio 1863 – Tercimonte, 26 giugno 1954) è stato un linguista e storiografo sloveno.

## Biografia
Ivan Trinko frequentò il Ginnasio arcivescovile di Udine. Ordinato sacerdote nel 1886, insegnò filosofia e lingua slovena in seminario.
Fu autore della Grammatica della lingua slovena ad uso delle scuole (1950) e tradusse letteratura slovena, croata, serba, ceca, polacca e russa per diffonderne la conoscenza. Pubblicò in alcune riviste i testi e le poesie di autori sloveni, ma anche di Aleksandr Sergeevič Puškin, Lev Tolstoj, Ivan Sergeevič Turgenev e Nikolaj Vasil'evič Gogol'.
Si attivò anche in ambito politico con il Partito Popolare, servendo come consigliere e assessore provinciale di Udine dal 1902. Si occupò della storia delle comunità sul confine occidentale sloveno, uno studio che cercò di pubblicare nella Storia politica, letteraria ed artistica della Jugoslavia del 1940.
Nel secondo dopoguerra si batté per l’autonomismo friulano in favore delle minoranze etniche. Morì nel suo paese natale nel 1954.

## Opere
- Prijatelju, Udine, Tip. Del Patronato, 1897
- Poezije / zložil Zamejski, Gorizia, Goriška tiskarna A. Gabršček, 1897
- Trinkov zbornik, Trieste, Gregorčičeva založba, 1946
- Beneška Slovenija: Hajdimo v Rezijo!, Celje, Mohorjeva družba, 1980
- Giovanni Battista de Giorgio, filosofo friulano, Udine, Tip. G. B. Doretti, 1913
- Grammatica della lingua slovena: ad uso delle scuole, Gorizia, Tip. Cattolica, 1930
- Jacopo Tornadini e la musica Sacra in Friuli, Udine, 1908
- Eccidio d'Aquileja, versi con traduzione in lingua slava, Udine, Tip. Del Patronato, 1897
- Storia politica, letteraria ed artistica della Jugoslavia, Udine, Istituto delle edizioni accademiche, 1940
- S. E. mons. Fortunato de Santa, vescovo di Sessa Aurunca, Udine, Arti Graf. Friulane, 1938
- Commemorazione di Jacopo B. Tomadini nel primo centenario della sua nascita, Udine, Stab. Tip. S. Paolino, 1923
- La Filosofia ed il senso comune: Lettura (Accademia di Udine), Udine, Arti Graf. Friulane, 1935
- Ad Elena Montenegrina, principessa di Napoli: ode, versione Libera dallo sloveno di Giovanni Loria, Udine, Tip. Di Domenico Del Bianco, 1898
- Naši paglavci: črtice in slike iz beneško-slovenskega pogorja, Gorizia, izdala Goriška Mohorjeva družba, 1929